# Giuseppe Vicino
Giuseppe Vicino (Napoli, 26 febbraio 1993) è un canottiere italiano.

## Biografia
Inizia la sua carriera agonistica nel 2005 (da allievo C) nel Circolo del Remo e della Vela Italia. Maturata l'età necessaria per intraprendere la carriera agonistica (14 anni) si mette subito in luce per il suo talento vincendo 2 campionati italiani. Al 2º anno nella categoria Ragazzi (15 anni) riesce ad imprimere il suo predominio nel 2 senza junior con il compagno di mille avventure, Roberto Bianco. Vincono insieme tutte le gare selettive della nazionale italiana U19 in 2- conquistando i posti più ambiti a bordo dell'8+, con il quale conquisteranno la medaglia di bronzo ai mondiali junior di Brive nel 2009.
Ai mondiali di Racice 2010 viene convocato dalla nazionale e diventa il capovoga dell'8+ e conquista il 3° gradino del podio. Detiene 22 titoli nazionali (17 con il Circolo del Remo e della Vela Italia e 5 con le Fiamme Gialle) ed è Campione del Mondo ed Europeo nella specialità jM8+ ed M4-.
Nel 2013 entra entra a far parte del gruppo sportivo Fiamme Gialle.
Dopo due argenti ai campionati mondiali nel 2015 è finalmente campione del mondo. Infatti conquista l'oro ai Campionati World Rowing Championships 2015 di Aiguebelette nella specialità M4- (tempo 5:46:78) in armo con Marco Di Costanzo, Matteo Castaldo e Matteo Lodo.
Ai campionati assoluti 2016 a Ravenna Giuseppe Vicino e Matteo Lodo, non si sono accontentati solamente di vincere il titolo nell'M2-, ma hanno fatto registrare il tempo di 6:19.08 che vale il record italiano. 
Partecipa alle olimpiadi del 2016 conquistando la sua prima medaglia olimpica nella specialità M4-
Ai Campionati Word rowing champioships 2017 di Sarasota(USA) entra nella storia del canottaggio italiano conquistando il primo oro azzurro nella specialità del due senza senior maschile
Nel marzo 2018 Giuseppe Vicino che già da tempo lamentava problemi alla schiena si sottopone ad intervento neurochirurgico per una ernia discale lombare refrattaria. Pertanto nella stagione 2018 starà lontano da palestra e barca per l'intervento, per le cure e per la riabilitazione

### Campionati del mondo / Olimpiadi
| Anno | Manifestazione              | Sede               | Evento  | Risultato |
| ---- | --------------------------- | ------------------ | ------- | --------- |
| 2009 | Campionati mondiali         | Brive La Gaillarde | jM8+    | Bronzo    |
| 2010 | Campionati mondiali         | Račice             | JM8+    | Bronzo    |
| 2011 | Campionati mondiali         | Eton               | JM8+    | Oro       |
| 2011 | Campionati mondiali         | Amsterdam          | jM4-    | Argento   |
| 2012 | Campionati mondiali         | Trakai             | M2x U23 | Bronzo    |
| 2013 | Campionati mondiali         | Lucerna            | M4-     | Bronzo    |
| 2015 | Campionati mondiali         | Varese             | M4-     | Argento   |
| 2015 | Campionati mondiali         | Lucerna            | M4-     | Argento   |
| 2015 | Campionati mondiali         | Aiguebelette       | M4-     | Oro       |
| 2016 | Campionati mondiali         | Varese             | M4-     | Argento   |
| 2016 | Campionati mondiali         | Poznań             | M4-     | Argento   |
| 2016 | Giochi della XXXI Olimpiade | Rio de Janeiro     | M4-     | Bronzo    |
| 2017 | Campionati mondiali         | Sarasota           | M2-     | Oro       |

## Olimpiadi
Partecipa alle olimpiadi di Rio 2016 conquistando il bronzo armo con Domenico Montrone, Matteo Castaldo e Matteo Lodo (6.03.85), dietro ad Australia (6.00.44) e Gran Bretagna (5.58.61).

## Campionati Mondiali
Partecipa a diversi campionati mondiali:
1. Campionati Mondiali World Rowing junior championships 2009 di Brive La Gaillarde (FRA) dove vince la sua prima medaglia internazionale. bronzo nella specialità jM8+ armo: Schisano Francesco, Di Costanzo Marco, Addabbo Alessandro, Andreucci Marco, Parlato Luca, Abbagnale Vincenzo, Bianco Roberto, Vicino Giuseppe, D'Aniello Enrico(tim.);
2. Campionati World Rowing junior championships 2010 di Račice (CZ) dove riconquista il bronzo nella specialità JM8+ armo: Nannini Bernardo, Di Costanzo Marco, Macario Matteo, Angeloni Simone, Vigliarolo Fabio, Abbagnale Vincenzo, Bianco Roberto, Vicino Giuseppe, D'Aniello Enrico(tim.) ;
3. Campionati World Rowing junior championships 2011 di Eton (GBR) dove finalmente conquista l'oro nella specialità JM8+ armo: Guglielmo Carcano, Marco Marcelli, Bernardo Nannini, Leone Barbaro, Giovanni Abagnale, Pietro Zileri, Matteo Lodo, Giuseppe Vicino, Enrico D'Aniello (tim.);
4. Campionati World Rowing Under 23 2011 di Amsterdam (NL) ancora della categoria junior, conquista un argento nel M4- armo: Di Costanzo Marco, Paonessa Mario, Ponti Simone, Vicino Giuseppe;
5. Campionati World Rowing Under 23 2012 di Trakai (LT) conquista il bronzo nel M2x U23 armo: Cardaioli Francesco e Vicino Giuseppe;
6. Campionati World Rowing Cup III assoluti 2013 di Lucerna (CH) conquista il bronzo nel M4- armo: Matteo Lodo, Paolo Perino, Mario Paonessa, Giuseppe Vicino;
7. Campionati World Rowing champoinships 2013 di Chungju (KR) si aggiudica il quarto posto nel M4- armo: Matteo Lodo, Paolo Perino, Mario Paonessa, Giuseppe Vicino;
8. Campionati Word rowing champioships 2014 di Amsterdam (NED) si piazza al 7 posizione nel M4- armo: Vincenzo Abbagnale, Mario Paonessa, Matteo Lodo, Giuseppe Vicino.
9. Campionati World Rowing Cup II 2015 di Varese (ITA) si aggiudica l'argento M4- armo: Marco Di Costanzo, Matteo Castaldo, Matteo Lodo, Giuseppe Vicino.
10. Campionati World rowing cup III 2015 di Lucerna (CH) si aggiudica l'argento M4- armo: Marco Di Costanzo, Matteo Castaldo, Matteo Lodo, Giuseppe Vicino.
11. Campionati World Rowing champoinships 2015 di Aiguebelette (FR), medaglia d'oro M4-(5:46:78) armo: Marco Di Costanzo, Matteo Castaldo, Matteo Lodo, Giuseppe Vicino.
12. Campionati World rowing cup I 2016 di Varese si aggiudica l'argento M4- armo: Marco Di Costanzo, Matteo Castaldo, Matteo Lodo, Giuseppe Vicino.
13. Campionati World rowing cup III 2016 di Poznań (POL) si aggiudica l'argento M4- armo: Marco Di Costanzo, Matteo Castaldo, Matteo Lodo, Giuseppe Vicino.
14. Campionati World rowing cup III 2017 di Lucerna (CH), a seguito di un malore del capovoga azzurro, il due senza azzurro di Lodo e Vicino viene ritirato dalla semifinale
15. Campionati Word rowing champioships 2017 di Sarasota(USA) Spicca il primo oro nella storia azzurra della specialità per il due senza senior maschile armo: Matteo Lodo, Giuseppe Vicino.

Il 21 luglio 2011 ai Mondiali under 23 di Amsterdam, l'equipaggio composto da Marco Di Costanzo, Mario Paonessa, Simone Ponti e Giuseppe Vicino firma, con un tempo di 5'52'’57, un record mondial e nel quattro senza U23.

## Campionati Europei
Nel 2011 conquista l'oro ai Campionati Europei Junior a Kruszwica (PL) nella specialità JM8+ con un margine di 10 secondi dal secondo classificato armo: Oppo Stefano, Di Girolamo Paolo, Duchich Federico, Abagnale Giovanni, Nannini Bernardo, Zileri Pietro Lodo Matteo Vicino Giuseppe D'Aniello Enrico (Tim).
2012 a Schiranna di Varese (ITA) conquista l'argento nei Campionati Europei assoluti nella specialità M8+ preceduti soltanto dall'equipaggio polacco reduce dal 7º posto alle olimpiadi di Londra del 2012 armo: Perino Paolo, Vicino Giuseppe, SANSONE Leopoldo, Frattini Pierpaolo, Paonessa Mario, Capelli Vincenzo, Canciani Sergio, Tranquilli Andrea, d'Aniello Enrico (Tim).
2013 Campionati Europei assoluti di Siviglia sesto posto nel M4- armo: Giuseppe Vicino, Sergio Canciani, Mario Paonessa, Vincenzo Capelli.
2014 Campionati Europei assoluti Belgrado medaglia di bronzo M4-: Cesare Gabbia, Paolo Perino, Giovanni Abagnale, Giuseppe Vicino (5:51.72)
2017 Campionati Europei assoluti Račice medaglia d'oro M2-: Matteo Lodo, Giuseppe Vicino (6:22.58).
Agli europei di Poznań 2020 vince la medaglia di bronzo nel 2 senza, con Matteo Lodo.
Ai campionati europei di Canottaggio 2021, a Varese, conquista la medaglia d’argento sempre nel 2 due senza con Matteo Lodo.

## Regate Internazionali
- Medaglia d'oro Memorial d'Aloja 2013 M4- armo: Cangiani Sergio, Capelli Vincenzo, Paonessa Mario, Vicino Giuseppe (06:06:85)
- Medaglia d'oro Memorial d'Aloja 2013 M4- armo: Cangiani Sergio, Capelli Vincenzo, Paonessa Mario, Vicino Giuseppe (06:33:80)
- Medaglia d'oro Memorial d'Aloja 2014 M4- armo: Abagnale Giovanni, Perino Paolo, Paonessa Mario, Vicino Giuseppe (06:04:83)
- Medaglia d'oro Memorial d'Aloja 2014 M4- armo: Lodo Matteo, Perino Paolo, Paonessa Mario, Vicino Giuseppe (06:07:84)

## Regate di Alta Qualificazione
- Alla 1° regata TRIALS RIO 2016, tenutasi a Piediluco il 5-6-7 aprile 2013, conquista l'oro nelle specialità M2-, M4- e M8+ senior.
- Alla 2° regata TRIALS RIO 2016 di Pediluco 3-4-5 maggio 2013, conquista:
- il bronzo nell'M8+(Caianiello A., Gabriele F., Cangiani S., Vicino G., Paonessa M., Capelli V, De Vita G., Agrillo R.D., Fanchi N.) ;
- un argento nell'M2-(Vicino G., Cangiani S.);
- un bronzo nella specialità M4- (Vicino G., Paonessa M., Canciani S., Capelli V.);
- e un argento nell'M8+(Di Costanzo M., Gabriele F., Canciani S., Vicino G., Paonessa M., Capelli V., De Vita G., Castaldo M., Fanchi N.).
- Alla 1° regata TRIALS RIO 2016, tenutasi a Piediluco il 4-5-6 aprile 2014 conquista:
- un argento nella specialità M2- (Paonessa Mario, Vicino Giuseppe);
- un oro nell'M4- (Gabbia Cesare, Perino Paolo, Paonessa Mario, Vicino Giuseppe) (06:15:25);
- argento nell'M8+ (Mondelli Filippo, Di Costanzo Marco, Castaldo Matteo, Pagani Niccolo', Vigliarolo Fabio, Perino Paolo, Paonessa Mario, Vicino Giuseppe, Riva Andrea) (05:49:03);
- un argento nell'M4- (Abagnale Giovanni, Perino Paolo, Paonessa Mario, Vicino Giuseppe) (06:22:68).
- Alla 2° regata TRIALS RIO 2016 di Pediluco 9-10-11 maggio 2014, conquista:

M2- medaglia d'oro armo: GIUSEPPE Vicino e Matteo LODO (06.21.71);
M4- medaglia d'oro armo: GIUSEPPE Vicino, LODO Matteo, PERINO Paolo, PAONESSA Mario (05.53.22);
M8+ medaglia di bronzo (primo classificato con 05:41:60 +9" di maggiorazione) armo:(1) LOVISOLO Luca, (2) BORSINI Matteo, (3) LODO Matteo, (4) DI COSTANZO Marco, (5) PAONESSA Mario, (6) PERINO Paolo, (7) CASTALDO Matteo, (8) Vicino GIUSEPPE, MANCUSI LOTTI Niccolò(tim.)

## Regate Storiche
Nel 2008 sul golfo di Napoli vince la sua prima Coppa Lysistrata armo:
Giantomas Volpe, Leopoldo Sansone, Adrien Hardy, Itzok Cop, Marco Santoro, Vincenzo Barbuto, Giuseppe Vicino, Roberto Bianco, (tim. Sergio Franco)
Nel 2009 a Napoli vince la Coppa Lysistrata armo:
Giuseppe Vicino, Leopoldo Sansone, Adrien Hardy, Itzok Cop, Jonathan Coeffic, Roberto Bianco, Pietro Loporchio, Gennaro Sansone, (tim. Sergio Franco)
Nel 2010 a Lago Patria (NA) vince la Coppa Lysistrata armo:
Giuseppe Vicino, Romano Battisti, Leopoldo Sansone, Niccolò Mornati, Marco Santoro, Roberto Bianco, Antonio Vicino, Gennaro Sansone (tim. Angelo Caravano)
Nel 2015 a Procida 28 settembre 2015 si aggiudica il I Trofeo del Mare isola di Procida organizzato dalla Canottieri Isola di Procida, dalla Lega Navale Italiana di Procida, dalla ASD Kayak Procida e dalla Polisportiva Futura Procida.
Nel 2016 a Napoli vince la Coppa Lysistrata armo:
Giuseppe Vicino, Matteo Lodo, Leopoldo Sansone,

## Onorificenze
Nel 2011 gli viene assegnato il premio Delfino d'Argento Bluduemila "CAMPIONISINASCE".
5 Medaglie d'oro al valore atletico del circolo (CRV) «campione di canottaggio»: 2008, 2009, 2010, 2011, 2012
nel 2013 riceve la stella d'argento al merito sportivo CONI Campania
Nel 2014 riceve la Medaglia di Bronzo al valore atletico dal Coni
Nel 2015 viene eletto "Miglior atleta del mondo" (mese di ottobre) dal WorldRowing.com, l'house organ della Federazione Internazionale di canottaggio (FISA)
Nel novembre 2015 viene acclamato Socio Benemerito del Circolo del Remo e della Vela Italia (sodalizio più antico di Napoli)
Sempre nel dicembre 2015 viene eletto “Atleta dell'Anno Fiamme Gialle 2015”
Nel 2016 riceve l'ENCOMIO SOLENNE dal Comando Generale della Guardia di Finanza.
A settembre 2016 diventa Laureus World Sports Awards Ambassador.